# Lee O’Connor
Lee Patrick O’Connor (ur. 28 lipca 2000 w Waterford) – irlandzki piłkarz występujący na pozycji obrońcy w szkockim klubie Celtic oraz w reprezentacji Irlandii. Wychowanek Manchesteru United, w trakcie swojej kariery grał także w takich zespołach, jak Partick Thistle (wyp.) oraz Tranmere Rovers.